# 泰國吻棘鰍
泰國吻棘鰍為輻鰭魚綱合鰓目刺鰍亞目刺鰍科的其中一種，分布於亞洲泰國湄南河流域，體長可達17.8公分，棲息在河川溪流的底層水域，屬肉食性。